# Anne Fontaine (réalisatrice)
Pour les articles homonymes, voir Anne Fontaine et Fontaine.
Anne-Fontaine Sibertin-Blanc, dite Anne Fontaine, née le 15 juillet 1959 à Luxembourg, est une réalisatrice, scénariste, actrice et dialoguiste franco-luxembourgeoise.

## Biographie

### Jeunesse et débuts (années 1980-1990)
Née à Luxembourg en 1959, Anne Fontaine passe une partie de sa jeunesse à Lisbonne où son père, Antoine Sibertin-Blanc, est professeur de musique et organiste à la cathédrale. Dans l'adolescence, elle part avec sa famille pour Paris. 
Comme elle est danseuse de formation chez Joseph Russillo, Robert Hossein lui propose d'incarner le personnage d'Esmaralda dans son spectacle musical Notre-Dame de Paris, présenté au Palais des Sports de Paris en 1978. Robert Hossein l'encourage aussi à adopter un nom de scène, et elle choisit de s'appeler Anne Fontaine, faisant d'un de ses prénoms un patronyme. Remarquée dans ce spectacle, elle débute au cinéma en tant qu'actrice dans les années 1980. Elle apparaît dans des comédies en 1981 et 1985, notamment Profs (où elle interprète le rôle de la compagne de Patrick Bruel).
Elle passe ensuite à la mise en scène en 1986 en collaborant avec Fabrice Luchini à l'adaptation d'une pièce, Voyage au bout de la nuit d'après le roman de Céline.
Elle réalise son premier long-métrage en 1991, intitulé Les Histoires d'amour finissent mal... en général, puis un moyen-métrage sorti en 1994, Augustin, où elle met en scène son frère cadet Jean-Chrétien Sibertin-Blanc dans le personnage atypique d'Augustin Dos Santos. Elle le retrouve pour le long-métrage Augustin, roi du kung-fu, sorti en 1999.
Elle change de style en 1997 avec le thriller Nettoyage à sec avec Miou-Miou et Charles Berling, une histoire assez crue d'un couple, bousculé par l'irruption d'un jeune homme. Ce film l'impose comme une réalisatrice à suivre.

### Confirmation (années 2000)
En 2001, elle tourne Comment j'ai tué mon père avec Michel Bouquet, Charles Berling et Natacha Régnier. Autre trio de stars en 2003 avec le drame Nathalie..., avec Fanny Ardant, Emmanuelle Béart et Gérard Depardieu.
En 2005, elle livre un thriller romantique avec Entre ses mains, porté par le tandem Isabelle Carré / Benoît Poelvoorde, à contre-emploi dans un rôle dramatique. L'année suivante, elle conclut la trilogie des aventures d'Augustin Dos Santos avec la comédie Nouvelle Chance.
En 2008, elle reste dans la comédie pour La Fille de Monaco, avec Fabrice Luchini, Roschdy Zem et surtout Louise Bourgoin dans le rôle-titre, ex-Miss Météo de Canal +, pour son premier rôle au cinéma. En 2009, elle annonce les années 2010 la voyant se consacrer à des héroïnes. En effet, elle signe le biopic Coco avant Chanel, avec Audrey Tautou dans le rôle-titre. Thriller, récit érotique, biographie, ..., elle refuse de s'enfermer dans un genre cinématographique.

### Héroïnes (années 2010)
En 2011, elle retrouve Benoît Poelvoorde pour une romance décalée, Mon pire cauchemar. Elle dirige aussi pour la première fois Isabelle Huppert,.
En 2013, elle passe à l'international pour le thriller psychologique Perfect Mothers, tourné en Australie, avec les stars hollywoodiennes Naomi Watts et Robin Wright dans les rôles-titres, de séduisantes quadragénaires séduisant leurs fils respectifs, chacun dans la vingtaine. Il s'agit d'une adaptation co-écrite avec Christopher Hampton d'une nouvelle de Doris Lessing (Les Grands-mères).

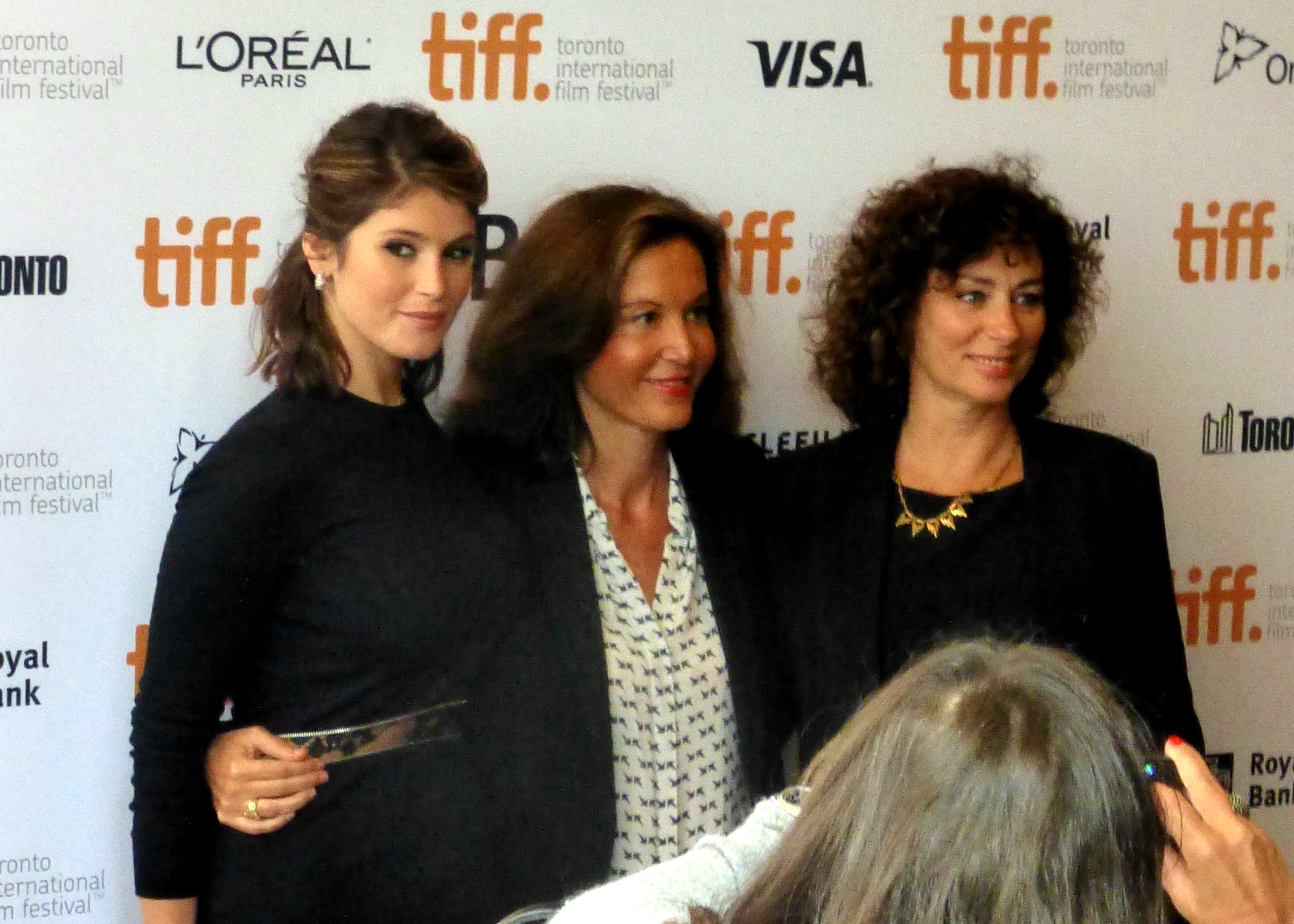
La cinéaste au Festival International du Film de Toronto 2014, aux côtés de l'actrice Gemma Arterton et Isabelle Candelier.

L'année suivante, nouvelle romance atypique avec la comédie dramatique Gemma Bovery, où elle oppose de nouveau Fabrice Luchini à une séduisante et inatteignable nymphe, cette fois incarnée par l'actrice britannique Gemma Arterton, titulaire du rôle-titre.
En 2015, avec le drame historique Les Innocentes (Agnus Dei), avec Lou de Laâge dans le rôle principal, elle aborde un thème difficile : le film raconte un épisode dramatique survenu en 1945 dans un couvent de religieuses polonaises, dont certaines se sont retrouvées enceintes après avoir été violées par des soldats soviétiques à la fin de la Seconde Guerre mondiale. Lors de son avant-première, le film est salué par des hommes et des femmes d'Église qui en apprécient la pudeur et l'humanité. L'idée du film vient d'un scénario d'Alice Vial et de Sabrina B Karine, qui l'ont développé à la suite du récit du neveu de Madeleine Pauliac lors d'un concours scénaristique.
En 2017, elle signe un projet plus modeste, Marvin ou la Belle Éducation, où elle fait une entorse à son cycle d'héroïnes, en dirigeant le jeune acteur Finnegan Oldfield.
Mais dès 2019, elle retrouve Lou de Laâge pour la comédie noire Blanche comme neige. Isabelle Huppert, Charles Berling, Vincent Macaigne, Benoît Poelvoorde et Jonathan Cohen complètent le casting.
Elle tourne alors le thriller Police, avec Virginie Efira, qui tenait un petit rôle dans Mon pire cauchemar neuf ans plus tôt, et Omar Sy.
En 2021, elle aborde le thème de la politique française avec Présidents, comédie où les deux personnages principaux, anciens présidents de la République, s'appellent Nicolas (joué par Jean Dujardin) et François (incarné par Grégory Gadebois), sans ressembler complètement à leurs modèles respectifs. L'aspect comique ne l'empêche pas d'évoquer des sujets de fond : discrédit de la classe politique, montée du Rassemblement national, place des femmes dans la société…
En 2023, elle réalise Boléro, un biopic sur le compositeur français Maurice Ravel, à qui l'acteur Raphaël Personnaz prête ses traits, et portant sur la genèse de cette œuvre mondialement connue. Elle y retrouve par ailleurs Doria Tillier interprétant une amante de Maurice Ravel.

### Vie privée
Anne Fontaine est mariée au producteur français Philippe Carcassonne.

## Filmographie

### Réalisatrice
- 1992 : Les histoires d'amour finissent mal... en général
- 1994 : Augustin
- 1996 : L'amour est à réinventer (série télévisée)
- 1997 : Nettoyage à sec
- 1999 : Augustin, roi du kung-fu
- 2001 : Comment j'ai tué mon père
- 2003 : Nathalie...
- 2005 : Entre ses mains
- 2006 : Nouvelle Chance
- 2008 : La Fille de Monaco
- 2009 : Coco avant Chanel
- 2011 : Mon pire cauchemar
- 2013 : Perfect Mothers
- 2014 : Gemma Bovery
- 2016 : Les Innocentes
- 2017 : Marvin ou la Belle Éducation
- 2019 : Blanche comme neige
- 2020 : Police
- 2021 : Présidents
- 2024 :  Boléro

### Scénariste
- 1992 : Les histoires d'amour finissent mal... en général
- 1994 : Augustin
- 1996 : L'amour est à réinventer (série télévisée)
- 1997 : Nettoyage à sec
- 1999 : Augustin, roi du kung-fu
- 2001 : Comment j'ai tué mon père
- 2003 : Nathalie...
- 2005 : Entre ses mains
- 2006 : Nouvelle Chance
- 2008 : La Fille de Monaco
- 2009 : Coco avant Chanel
- 2009 : Chloé d'Atom Egoyan
- 2011 : Mon pire cauchemar
- 2016 : Les Innocentes
- 2017 : Marvin ou la Belle Éducation
- 2021 : Présidents
- 2024 :  Boléro

### Actrice
- 1980 : Tendres Cousines de David Hamilton : Justine
- 1980 : Les Mystères de Paris d'André Michel, épisodes Gerolstein, Fleur de Marie et Les Châtiments : Sarah
- 1981 : Si ma gueule vous plaît de Michel Caputo : Isabelle
- 1984 : Le Mystérieux Docteur Cornélius : Andrée
- 1985 : Profs de Patrick Schulmann : Marité
- 1986 : Série rose (série télévisée), épisode La Revanche de Harry Kümel : Mathilde
- 1986 : Une villa à la campagne dans la Série rose de Harry Kümel : Madame Sophie Orlova
- 1998 : Pas de scandale de Benoît Jacquot : Nathalie

## Distinctions

### Nominations
- 1998 : César du meilleur scénario original ou adaptation pour Nettoyage à sec
- 2006 : César de la meilleure adaptation pour Entre ses mains
- 2010 : César de la meilleure adaptation pour Coco avant Chanel
- 2010 : British Academy Film Award du meilleur film en langue étrangère pour Coco avant Chanel